# Philippe de Rohan-Chabot
Philippe Ferdinand-Auguste de Rohan-Chabot wicehrabia Jarnac (ur. 2 czerwca 1815, zm. 22 marca 1875) – francuski dyplomata i szlachcic. W 1840 jako attaché ambasady w Londynie kierował ekspedycją na Świętą Helenę, aby zabrać do Francji szczątki Napoleona (zobacz Retour des cendres). Wielki Oficer Orderu Legii Honorowej. Kawaler Zakonu Maltańskiego. W 1871 został ambasadorem Francji w Wielkiej Brytanii. Odznaczony brytyjskim Orderem Łaźni. Był ostatnim z męskich potomków hrabiów Jarnac.